# Slobodan Jovanović
Slobodan Jovanović (în sârbă Слободан Јовановић; n. 3 decembrie 1869, Újvidék, Austro-Ungaria – d. 12 decembrie 1958, Londra, Anglia, Regatul Unit) a fost un istoric, avocat, filosof, critic literar și politician sârb și unul dintre cei mai de seamă intelectuali ai vremii sale. El a fost profesor la Facultatea de Drept a Universității din Belgrad (1897-1940), rectorul Universității din Belgrad (1913–1914 și 1920–1921) și președintele Academiei Regale Sârbe (1928-1931). A luat parte la Conferința de pace de la Paris (1919) ca expert din partea guvernului iugoslav.
Jovanović a fost vice prim ministru (martie 1941 - iunie 1942) și prim ministru al guvernului iugoslav regal în exil la Londra între ianuarie 1942 și iunie 1943. După al doilea război mondial, noile autorități comuniste din Iugoslavia l-au condamnat în absență la 20 de ani de închisoare. Jovanović a rămas în libertate tot restul vieții sale la Londra. 

## Biografie

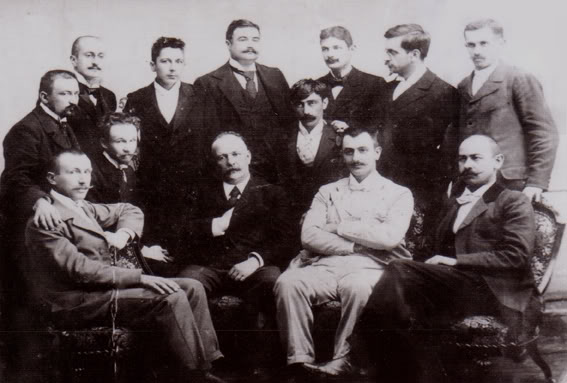
Jovanović ca parte a unui cerc poetic din tinerețe.

Slobodan Jovanović s-a născut la Novi Sad, atunci parte a Austro-Ungariei (acum în Serbia) la 3 decembrie 1869, tatăl său a fost politicianul Vladimir Jovanović și mama sa a fost Jelena. Se presupune că este primul bărbat sârb care a fost numit „Slobodan” (sloboda înseamnă „libertate” în sârbă), în timp ce sora sa a fost numită Pravda („Adevăr”). A primit o educație excelentă la Belgrad, München, Zürich și Geneva, unde a primit o diplomă în Drept. Din 1890 până în 1892, a urmat studii post-universitare în drept constituțional și științe politice la Paris înainte de a intra în serviciul extern sârb. În 1893 a fost numit atașat politic al misiunii sârbe de la Constantinopol, unde a rămas câțiva ani. În acest moment el a început să scrie și să publice articolele sale de critică literară în diverse publicații din întreaga țară. 
În cele din urmă, a părăsit serviciul diplomatic în favoarea activităților academice și a literaturii și a devenit un autor și un critic literar pentru câteva ziare notabile ale vremii. În 1897 a fost numit profesor la Facultatea de Drept a Universității din Belgrad. În timpul războaielor balcanice și al primului război mondial a fost șeful Biroului de presă de război din Serbia. În această perioadă, Jovanović a făcut cunoștință cu colonelul Dragutin Dimitrijević Apis și a scris pozitiv despre el.
Timp de mai bine de patru decenii, Jovanović a predat la facultatea de drept unde a câștigat o reputație de autoritate în domeniul dreptului constituțional și a limbii și literaturii sârbe. A fost rectorul Universității din Belgrad de două ori și decanul Facultății de Drept. Jovanović s-a alăturat Academiei Regale Sârbe în 1908 și a fost președinte al acesteia din 1928 până în 1931. De asemenea, a fost membru corespondent al Academiei Iugoslave de Științe și Arte din Zagreb din 1927. 
Slobodan Jovanović a fost un critic al doctrinei pure a dreptului a lui Hans Kelsen. Cu toate acestea, critica sa nu a fost pur și simplu plină de desconsiderare. Remarcile sale principale se referă la relația teoriei lui Kelsen cu alți teoreticieni germani din acea vreme. El l-a considerat pe Kelsen un teoretician inovator „tânăr”, dar a considerat că teoria sa în general nu este diferită foarte mult de teoriile clasice pe care Kelsen, în opinia lui Jovanović, a încercat să le atace.
Jovanović a avut o oarecare influență asupra vieții politice din Regatul Iugoslaviei datorită autorității sale bine stabilite în domeniul dreptului și istoriei, dar a intrat direct în viața politică abia în 1939, când a fost înființat Clubul Cultural Sârb, și a fost numit președinte al clubului.

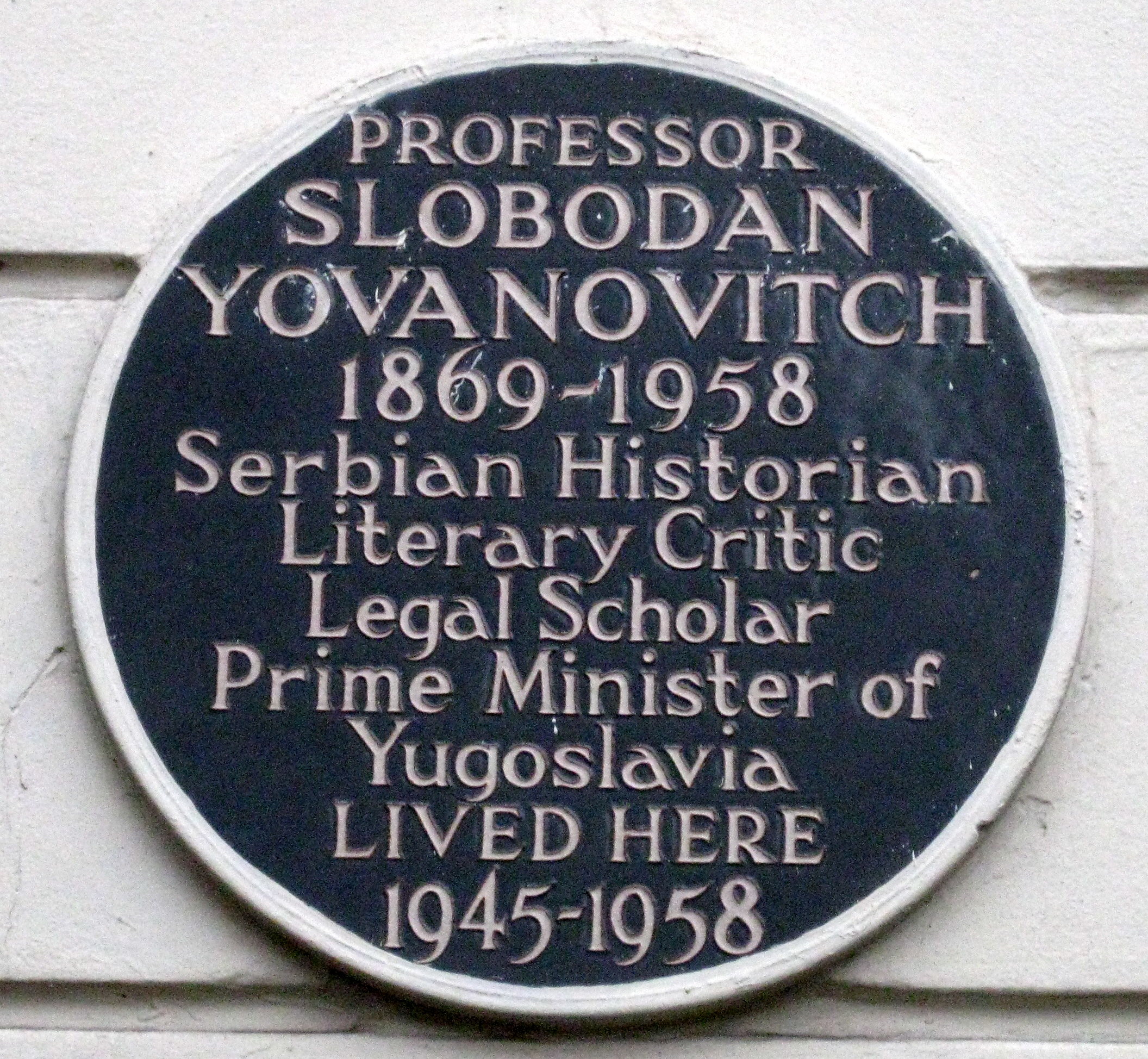
O placă memorială în onoarea profesorului Slobodan Yovanovitch, istoric sârb, critic literar, savant juridic, prim-ministru al Iugoslaviei poate fi găsită la Londra la 39b Queen's Gate Gardens, Kensington.

El a fost un politician pro-occidental și când o lovitură militară pro-occidentală a avut loc la Belgrad la 27 martie 1941, a fost instalat un guvern pro-occidental, în esență pro-britanic, condus de generalul Dušan Simović. Jovanović a fost viceprim-ministru în guvernul respectiv. Al treilea Reich a atacat Regatele Iugoslaviei și Greciei la 6 aprilie și a învins în curând forțele iugoslave și grecești. Jovanović s-a mutat la mijlocul lunii aprilie împreună cu regele Petru al II-lea și alți miniștri ai cabinetului la Ierusalim și a ajuns la Londra în iulie. El a devenit prim-ministru al guvernului iugoslav în exil în timpul celui de-al doilea război mondial la 11 ianuarie 1942 și a rămas în această funcție până la 26 iunie 1943.
Judecat în absență în statul comunist al lui Iosip Broz Tito, împreună cu generalul Draža Mihailović , a fost condamnat la 20 de ani de închisoare pe care nu i-a făcut niciodată, precum și pierderea drepturilor politice și civile pentru o perioadă de zece ani și confiscarea tuturor proprietăților și pierderea cetățeniei. Și-a petrecut ultimii ani în exil la Londra (1945–1958). O placă memorială în onoarea profesorului Slobodan Yovanovitch, istoric sârb, critic literar, savant juridic, prim-ministru al Iugoslaviei poate fi găsită la Londra la 39b Queen's Gate Gardens, Kensington.
După reabilitarea neoficială din 1989, lucrările sale colectate au fost publicate în 1991.

## Moștenire

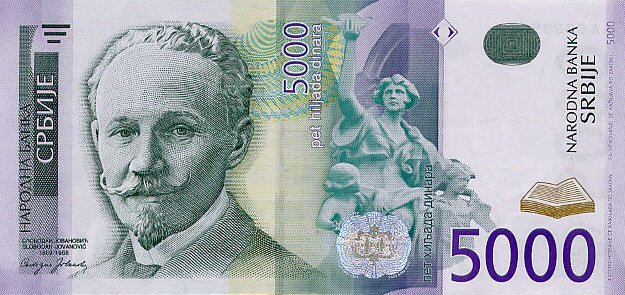
Jovanović pe o bancnotă din 5000 de dinari sârbi

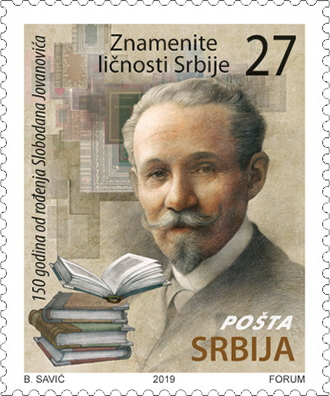
Jovanović pe un timbru din Serbia din 2019

Jovanović a fost decorat cu Ordinul Osmanieh și Ordinul Sfântului Sava.
În Serbia, el este considerat unul dintre cei mai influenți gânditori politici ai începutului de secol al XX-lea. Câteva din scrierile sale despre o serie de idei precum Machiavelismul și ideile platoniste ale statului sunt încă relevante în prezent.
Jurnalul sârb Politika, cu ocazia aniversării a 70 de ani, a ajuns la concluzia că „numele său este cel mai înalt vârf al culturii noastre până în prezent”.
El a fost inclus pe locul 75 în lista și cartea din 1993 a celor mai proeminenți 100 de sârbi (în sârbă: 100 најзнаменитијих Срба). Cartea cu cele 100 de biografii a fost redactată de membri ai Academiei Sârbe de Științe și Arte și anume Sava Vuković, Pavle Ivić, Dragoslav Srejović, Dejan Medaković, Dragomir Vitorović, Zvonimir Kostić, Vasilije Krestić, Miroslav Pantić și Danica Petrović.

## Lucrări
Lucrările sale culese au fost publicate în 17 volume în 1939-1940. Acestea conțin rezultatele muncii sale neîntrerupte ca scriitor, profesor și om politic timp de șaizeci de ani și aruncă o lumină considerabilă asupra istoriei balcanice din prima jumătate a secolului al XX-lea, precum și asupra autorului însuși.  
Deși lucrările sale nu au fost interzise oficial, nici o nouă ediție a cărților sale nu a fost permisă în Iugoslavia comunistă până la sfârșitul anilor 1980. În cele din urmă, o nouă ediție a lucrărilor sale colectate a fost publicată la Belgrad în 12 volume în 1991. 
Din 2003, portretul său a apărut pe bancnota de 5000 dinari, iar bustul său se află la Facultatea de Drept din Belgrad. Reabilitarea sa oficială a avut loc la 26 octombrie 2007 într-o instanță din Belgrad. Începând cu 10 decembrie 2011, platoul din fața Facultății de Drept din Belgrad îi poartă numele.
- O suverenosti, Beograd 1897 [On Sovereignty, Belgrade, 1897].
- O dvodomnom sistemu, Beograd 1899 [On Bicameral System, Belgrade, 1899].
- Velika narodna skupština, Beograd 1900 [Great People's Assembly, Belgrade, 1900].
- Srpsko-bugarski rat. Rasprava iz diplomatske istorije, Beograd 1901 [Serbo-Bulgarian War. A paper in diplomatic history], Belgrade 1901].
- Svetotar Marković, Beograd 1903 [Svetozar Markovic, Belgrade 1903].
- Osnovi pravne teorije o državi, Beograd 1906 [An Introduction to the Legal Theory on State, Belgrade, 1906].
- Osnovi javnog prava Kraljevine Srbije, Beograd 1907–1909 [An Introduction to the Public Law of the Kingdom of Serbia, Belgrade, 1907–1909, in two volumes].
- Makiaveli, Beograd 1907.
- Polititčke i pravne rasprave, Beograd 1908–1910 [Political and Legal Considerations, Belgrade, 1908–1910, in two volumes].
- Ustavobranitelji i njihova vlada, Srpska kraljevska akademija, Beograd 1912 [Constitutionalists and their Government (Belgrade: Serbian Royal Academy, 1912).
- Universitetsko pitanje, Beograd 1914 [University Question, Belgrade, 1914].
- Vođi francuske revolucije, Beograd 1920 [Leaders of the French Revolution, Belgrade, 1920].
- O državi, Beograd 1922 [On State, Belgrade, 1922], his capital work[42]
- Druga vlada Miloša i Mihaila, Beograd 1923 [The Second Rule of Milosh and Michael, Belgrade, 1923].
- Ustavno pravo Kraljevine Srba, Hrvata i Slovenaca, Beograd 1924 [Constitutional Law of the Kingdom of Serbs, Croats and Slovenes, Belgrade, 1924].
- Vlada Milana Obrenovića, Geca Kon, Beograd 1926–1927 [The Rule of Milan Obrenovich (Belgrade: Geca Kon, 1926–1927), in two volumes].
- Vlada Aleksandra Obrenovića, Geca Kon, Beograd 1929–1931. [The Rule of Alexander Obrenovich (Belgrade: Geca Kon, 1929–1931, in two volumes].
- Iz istorije političkih doktrina, Beograd 1935 [From the History of Political Doctrines, Belgrade, 1935].
- Gledston, Jugo-istok, Beograd 1938 [Slobodan Jovanovic, Gladstone (Belgrade: Jugo-istok, 1938)].
- Američki federalizam, Beograd 1939 [American Federalism, Belgrade, 1939].
- Primeri političke sociologije, Engleska, Francuska, Nemačka 1815–1914, Beograd 1940 [Examples of Political Sociology: England, France and Germany, 1815–1914, Belgrade, 1940].
- O totalitarizmu, Oslobođenje, Pariz 1952 [On Totalitarianism (Paris: Oslobodjenje, 1952].
- Jedan prilog za proučavanje srpskog nacionalnog karaktera, Vindzor – Kanada 1964 [A Contribution to the Study of the Serbian National Character, Windsor /Canada/, 1964].
- Zapisi o problemima i ljudima, 1941–1944, London 1976 [Notes on Problems and Individuals, 1941–1944, London, 1976)]
- Slobodan Jovanovich, Tito and the Western World (reprinted from The Eastern Quarterly), London, 1952, pg. 6.
- Slobodan Jovanovich, On the New Machiavellism (reprinted from The Eastern Quarterly), London, 1952, pg. 5.